# Antônio Signorini
Antônio Signorini (Arezzo, 2 de abril de 1888 — Roma, 23 de fevereiro de 1963) foi um matemático e engenheiro italiano.

## Obras
Sua produção científica consiste em mais de 114 publicações, entre artigos, monografias e livros.